# John Evans (Tricktechniker)
John Evans ist ein amerikanischer Special-Effects-Künstler, der bei der 52. Oscarverleihung in der Kategorie Beste visuelle Effekte nominiert wurde. Er wurde für seine Arbeit an Moonraker nominiert, an der er zusammen mit Derek Meddings und Paul Wilson beteiligt war. Sein Schaffen umfasst mehr als 60 Produktionen.

## Filmografie
- 1974: James Bond 007 – Der Mann mit dem goldenen Colt (The Man with the Golden Gun)
- 1977: Die Brücke von Arnheim (A Bridge Too Far)
- 1977: James Bond 007 – Der Spion, der mich liebte (The Spy Who Loved Me)
- 1979: James Bond 007 – Moonraker – Streng geheim (Moonraker)
- 1980: Hebt die Titanic (Raise the Titanic, nicht im Abspann)
- 1980: Superman II – Allein gegen alle (Superman, nicht im Abspann)
- 1981: James Bond 007 – In tödlicher Mission (For Your Eyes Only)
- 1982: Der rosarote Panther wird gejagt (Trail of the Pink Panther)
- 1983: James Bond 007 – Octopussy (Octopussy)
- 1983: Krull
- 1983: Der Fluch des rosaroten Panthers (Curse of the Pink Panther)
- 1984: Supergirl
- 1984: Cal
- 1985: Death Wish III – Der Rächer von New York (Death Wish III)
- 1987: Full Metal Jacket
- 1987: Superman IV – Die Welt am Abgrund (Superman IV – The Quest for Peace)
- 1988: Crusoe
- 1989: Batman
- 1990: Nonnen auf der Flucht (Nuns on the Run)
- 1990: Weißer Jäger, schwarzes Herz (White Hunter Black Heart)
- 1990: Bullseye – Der wahnwitzige Diamanten Coup (Bullseye!)
- 1991: Der Zarenmörder (Zareubijza)
- 1993: Der geheime Garten (The Secret Garden)
- 1995: Rangoon (Beyond Rangoon)
- 1995: Richard III. (Richard III)
- 1997: The Saint – Der Mann ohne Namen (The Saint)
- 1998: Der Soldat James Ryan (Saving Private Ryan)
- 2000: Gladiator
- 2001: Duell – Enemy at the Gates (Enemy at The Gates)
- 2004: In 80 Tagen um die Welt (Around the World in 80 Days)
- 2005: Sahara – Abenteuer in der Wüste (Sahara)
- 2005: Doom – Der Film (Doom)

## Auszeichnungen
- Oscar:
  - Nominiert für den Oscar 1980 für die besten visuellen Effekte (Moonraker, mit Derek Meddings und Paul Wilson)
- Saturn Award:
  - Nominiert für den Saturn Award für die besten Spezialeffekte 1980 (Moonraker , mit John Richardson)
- British Academy Film Awards:
  - Nominiert für den British Academy Film Award für die besten visuellen Effekte 1988 (Full Metal Jacket)
  - Nominiert für den British Academy Film Award für die besten visuellen Effekte 1990 (Batman, mit Derek Meddings)
- Goldene Himbeere:
  - Nominiert für die Razzie Awards für die schlechtesten Spezialeffekte 1988 (Superman 4, mit Harrison Ellenshaw)